# Жабно (Західнопоморське воєводство)
Жабно (пол. Żabno) — село в Польщі, у гміні Славно Славенського повіту Західнопоморського воєводства.
Населення — 57 осіб (2011).
У 1975-1998 роках село належало до Слупського воєводства.

## Демографія
Демографічна структура станом на 31 березня 2011 року:
|          | Загалом | Допрацездатний вік | Працездатний вік | Постпрацездатний вік |
| -------- | ------- | ------------------ | ---------------- | -------------------- |
| Чоловіки | 30      | 7                  | 22               | 1                    |
| Жінки    | 27      | 6                  | 19               | 2                    |
| Разом    | 57      | 13                 | 41               | 3                    |